# 卢卡·昂沃
卢卡·昂沃（法語：Lucas Henveaux，2000年9月25日—），比利时男子游泳运动员，2023年欧洲短池游泳锦标赛男子400米自由泳铜牌得主、2024年世界短池游泳锦标赛男子200米铜牌得主。